# Miguel Ángel García Guinea
Miguel Ángel García Guinea (Alceda, Cantabria, 6 de julio de 1922-Mompía, Cantabria, 5 de noviembre de 2012) fue un eminente arqueólogo e historiador español, y uno de los mayores especialistas mundiales en historia del arte románico hispánico. Fue director del prestigioso Museo de Prehistoria y Arqueología de Cantabria entre 1962 y 1987, así como académico de la Institución Tello Téllez de Meneses de Palencia desde el 15 de marzo del 2002. Se licenció en Historia en la Universidad de Valladolid en 1947 y también fue Doctor por la Universidad de Madrid en 1947, con Premio Extraordinario, profesor en las universidades de Madrid, Valladolid y Cantabria, presidente del Centro de Estudios del Románico, y conservador del Cuerpo Facultativo de Museos. Fue además, director de la Institución Cultural de Cantabria, creador de la revista y Seminario Sautuola, medalla de oro y Presidente de Honor de la Fundación Santa María la Real, director del Instituto de Idiomas de la Universidad de Santander, y fundador y primer presidente de la Asociación Cantabria en Castilla.[cita requerida] Fue declarado «Hijo Predilecto de Cantabria» por el Gobierno de Cantabria.
Como colaborador y miembro de la Fundación Santa María la Real de Aguilar de Campoo, desarrolló junto con José María Pérez González «Peridis» una importante labor de estudio y divulgación del País del Románico, que incluye el arte Románico palentino, burgalés y cántabro. Mención especial merece la Enciclopedia del Románico en la península ibérica, vasta obra aún en desarrollo tras 42 tomos publicados, y que dirigió junto a Pérez González.
Activo colaborador tanto en el Plan de conservación y restauración integral de iglesias románicas y entornos rurales de la antigua Merindad de Campoo (buena parte de su vida la paso en el pueblo campurriano de Naveda, de donde reconoce el mismo Guinea descendían sus antepasados), desarrollado en el período 2000-2005 y que afectó a diecisiete iglesias, con un presupuesto de quinientos millones de pesetas, como en el Plan Románico Norte, el cual continúa y amplía la labor del anterior, entre 2005 y 2012. 
Este plan supone la restauración integral de cincuenta y cuatro iglesias románicas (incluyendo tanto a edificios como a sus entornos rurales y los bienes muebles que contienen) situadas en el norte de las provincias de Palencia y Burgos, en la parte castellano-leonesa de la antigua Merindad de Aguilar de Campoo, sobre la base de los estudios realizados por el profesor Guinea en varios de sus libros. 
Amaba profundamente su tierra, y en especial la naturaleza y el paisaje de los montes de la Sierra de Híjar, donde pasó innumerables jornadas en el pequeño refugio que su hermano mayor Luis García Guinea construyó en el Hoyo Sacro, al pie del monte Cuchillón. Defensor convencido pero pesimista del conservacionismo, poco antes de morir declara:

“En el fondo sé muy bien que conmigo me llevo las últimas soledades del monte y, casi casi, los últimos latidos de una época. Muy pocos de los que vivan detrás de mí podrán sentirse, como yo, hijos directos de la tierra. Los dioses y los mitos se han ido, día a día urbanizando.”
 La Revista de Cajacantabria, abril-junio de 2009.

## Obras
Entre el legado literario de Guinea, que supera las 200 obras, cabe destacar:
- García Guinea, Pérez González et al. Enciclopedia del Románico en España.
- García Guinea, Miguel Ángel, Blanco Martín, F. J.; Hernando Garrido, J. L. y Nuño González, J.: Iniciación al Arte Románico. Aguilar de Campoo: Fundación Santa María la Real, Centro de Estudios del Románico. 156 pp., 2000 ISBN 84-89483-13-2.
- García Guinea, Miguel Ángel: Románico en Palencia. Diputación de Palencia, 2002 (2ª edición revisada). ISBN 84-8173-091-2.
- García Guinea, Miguel Ángel: Altamira y otras cuevas de Cantabria. Madrid: Sílex. 209 pp., 2004. ISBN 84-85-041-34-8.
- García Guinea, Miguel Ángel, Historia de Cantabria: Prehistoria, edades antigua y media, Librería Estudio 1985